# Akubra

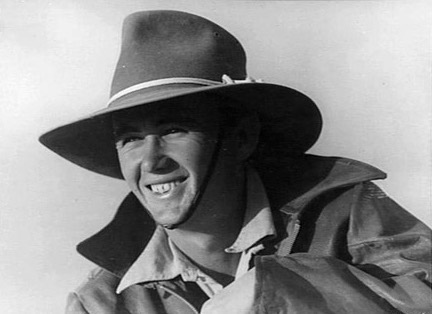
Akubra

Akubra ist ein australisches Unternehmen, das seit 1912 unter diesem Namen Hüte produziert.
Im Jahr 1847 begann der aus England nach Tasmanien eingewanderte Benjamin Dunkerley, Hüte herzustellen. In den 1880er Jahren wurde das Unternehmen in die Nähe von Sydney verlagert. 1902 trat der ebenfalls aus England eingewanderte Hutmacher Stephen Keir I. in die Firma ein und heiratete drei Jahre später Ada Dunkerley, die Tochter des Unternehmensgründers.
Die Firma, die 1911 in Dunkerley Hat Mills Ltd umbenannt wurde, wird seitdem von Nachkommen von Stephen Keir I. und Ada Dunkerley geleitet.
Im Jahr 1912 fand erstmals der Handelsname Akubra Verwendung. Es wird gesagt, dass es sich hierbei um eine Bezeichnung der Aborigines für eine Kopfbedeckung handelt. Als Material wird für viele Modelle Kaninchenhaar verwendet und sehr aufwendig zu Filz verarbeitet.
Die Hüte verkauften sich immer besser, zumal das Unternehmen im Ersten Weltkrieg Ausrüster der australischen Armee wurde und diese Rolle auch im Zweiten Weltkrieg hatte. Des Weiteren trugen die australischen Sportler Akubras bei Olympischen Spielen häufig als Teil ihrer offiziellen Bekleidung. Ebenfalls hilfreich war, dass die von Paul Hogan gespielte Filmfigur Crocodile Dundee einen Akubra trug.
Der Begriff Akubra wird in Australien häufig synonym für alle Hüte dieser Art verwendet. Die offizielle Webseite des Premierministers listet vier australische cultural icons auf: das Sydney Opera House, den berühmten Fels Uluṟu, Vegemite und den typischen Akubra-Hut. Die Kombination von Akubra mit einem Driza-Bone-Mantel gilt als Quintessenz des australischen Outbacks, wo sie in Regenzeiten von den Stockmen getragen wird.